# Pomorer

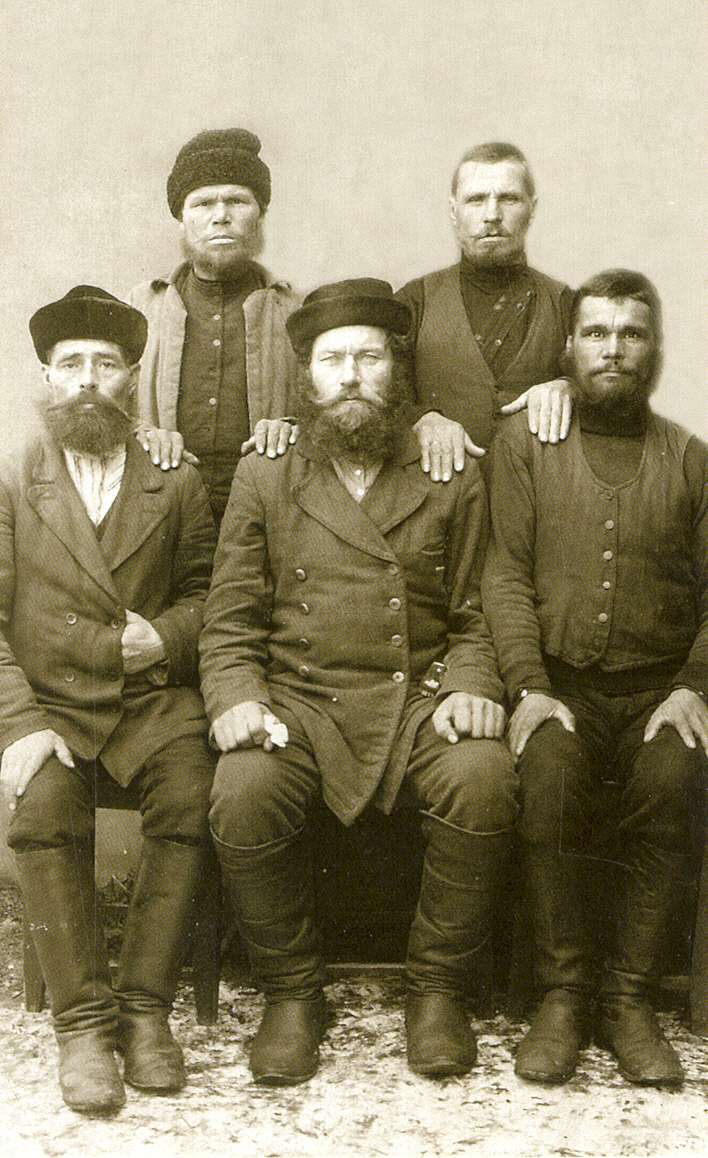
En grupp pomorer

Pomorer (ryska: помо́ры, pomóry) var ett namn under tidigare århundraden för de ryssar som var bosatta vid Barents hav och Vita havet i Nordvästra Ryssland. 
Pomorerna drev en omfattande handel med den norska kustbefolkningen i Finnmark och övriga Nordnorge ungefär fram till Bodø under perioden från 1740-talet och fram till första världskriget.